# Râul Rât, Chișer
Râul Rât este un curs de apă, afluent al râului Chișer din județul Arad. 

## Hărți
- Harta județului Arad
- Harta munții Apuseni